# Álvaro d’Ors

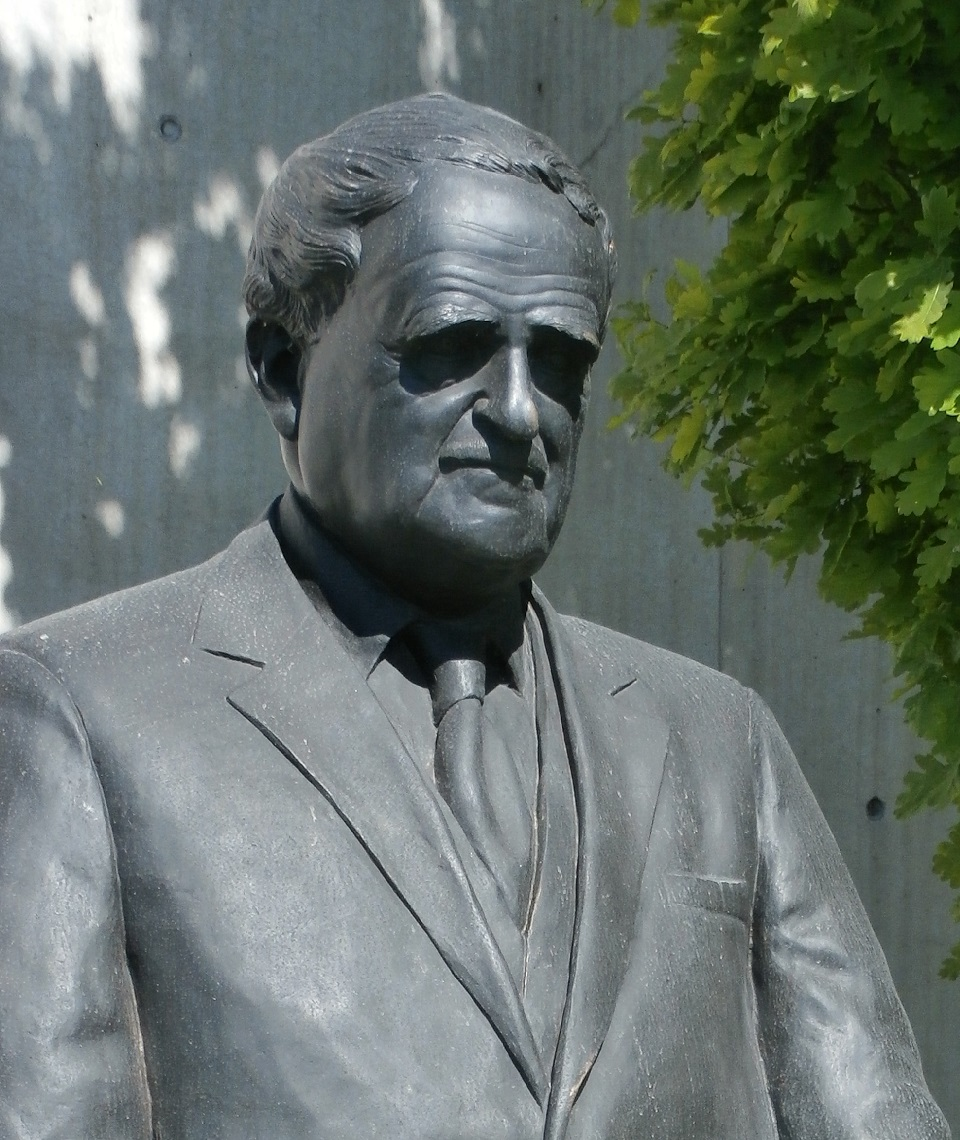
Denkmal

Álvaro d’Ors Pérez-Peix (* 14. April 1915 in Barcelona; † 31. Januar 2004 in Pamplona) war ein spanischer Rechtswissenschaftler und Klassischer Philologe. Er war Spezialist für Römisches Recht und einer der führenden Rechtshistoriker in Spanien.

## Leben und Werk
Álvaro d’Ors, der Sohn des Philosophen und Kunstkritikers Eugeni d’Ors und der Bildhauerin Maria Pérez-Peix, wuchs in Barcelona und ab 1920 in Madrid auf, wo er das Instituto Escuela besuchte, eine offene, nichtkirchliche Schule. Anschließend studierte er Rechtswissenschaft und Klassische Philologie an der Universidad Complutense zu Madrid. Er verfasste in beiden Fächern Doktorarbeiten, eine philologische über den Komödiendichter Lucius Afranius und eine juristische über die Constitutio Antoniniana (1941). Damit stieß er in die papyrologischen Studien zum römischen Recht vor. Auf Anregung des Juristen José de Castillejo spezialisierte er sich auf Römisches Recht. Er trieb jedoch auch philologische Studien und verfasste Übersetzungen lateinischer Rechtsquellen und Literaturdenkmäler.
Bereits 1943 erhielt d’Ors einen Lehrstuhl für römisches Recht an der Universität Granada. Im Sommer 1945 wechselte er an die Universität Santiago de Compostela, wo er 16 Jahre wirkte. Er begründete die Zusammenarbeit dieser Universität mit der Universität Coimbra. 1949 trat er dem Opus Dei bei, behauptet das Opus Dei. Er selbst bestritt dies. Ab 1953 fungierte er als Sekretär des Istituto Giuridico Spagnolo in Roma, das qualifizierten Rechtsstudenten Studien- und Forschungsaufenthalte ermöglicht.
1961 ging d’Ors an die neu gegründete Universität Navarra in Pamplona, wo er sowohl Römisches Recht an der juristischen Fakultät lehrte als auch an der Fakultät für kanonisches Recht Vorlesungen und Übungen abhielt. Außerdem baute er die rechtshistorische Bibliothek der Universität auf und begleitete die Ausbildung der Bibliothekare. Zu diesem Zweck verfasste er auch ein dreibändiges Lehrbuch. 1985 trat er in den Ruhestand, blieb jedoch in Lehre und Forschung aktiv, zunächst als Emeritus, ab 1993 als Honorarprofessor.

## Leistungen
Álvaro d’Ors gilt als bedeutendster spanischer Rechtshistoriker seiner Zeit. Für sein vielseitiges Wirken erhielt er zahlreiche Auszeichnungen im In- und Ausland. Für sein Buch De la guerra y de la paz (1954) erhielt er im selben Jahr den Literatur-Nationalpreis. 1972 erhielt er den Nationalen Forschungspreis, 1974 das Kreuz als verdienter Dozent „Alfonso el Sabio“. Die Universitäten zu Toulouse, Coimbra und Rom-La Sapienza verliehen ihm die Ehrendoktorwürde (1972, 1983 und 1996). Die Universität von Navarra zeichnete ihn 1990 mit ihrer Goldmedaille aus. 1996 erhielt er den Preis für Human- und Sozialwissenschaften der baskischen Studiengesellschaft. 1998 erhielt er das Großkreuz des Ordens San Raimundo de Penafort, 1999 den Kulturpreis des Fürsten von Viana. Außerdem war er ordentliches Mitglied des Deutschen Archäologischen Instituts sowie korrespondierendes Mitglied der Sociedad de Estudios Romanos, der Real Academia Gallega, der Académie de Législation de Toulouse, der Portugiesischen Akademie für Geschichte und des Istituto Lombardo zu Mailand.
Álvaro d’Ors verfasste wissenschaftliche Monografien und Aufsätze, Handbücher, Lehrbücher und Pamphlete zum römischen Privat- und Staatsrecht. Er beschäftigte sich außerdem mit Rechtsquellen aus Ägypten und aus der gotischen Zeit Spaniens, mit juristischer Epigraphik und Papyrologie. Seine wissenschaftliche Arbeit spiegelt sich auch in dem umfangreichen Briefwechsel mit dem Staatsrechtler Carl Schmitt wider, der 2004 gedruckt wurde. Als Kenner der römischen Literatur verfasste d’Ors auch Übersetzungen von Schriften des Gaius, Ciceros, Plinius des Jüngeren sowie der Digesten des Justinian.

## Schriften (Auswahl)
- Constitutio Antoniniana (P. Giss. 40,1): Contribución al estudio de su valor y significado para la historia del Derecho Romano. Madrid 1941 (Dissertation)
- Presupuestos criticos para el estudio del Derecho Romano. Salamanca 1943
- El esclavo prestado con una flauta y otros casos de Derecho Romano para principiantes. Santiago de Compostela 1945
- Introducción al estudio de los documentos del Egipto romano. Madrid 1948
- Epigrafia jurídica de la España romana. Madrid 1953
- De la guerra y de la paz. Madrid 1954
- El Código de Eurico: Edición, Palingenesia, Indices. Rom/Madrid 1960
- Derecho Privado Romano. Pamplona 1968. Neunte Auflage, Pamplona 1997
- Papeles del oficio universitario. Pamplona 1968
- Sistema de la Ciencias. Vier Bände, Pamplona 1969–1977
- Escritos varios sobre el derecho en crisis. Rom/Madrid 1973
- Ensayos de teoría politica. Pamplona 1979
- La violencia y el orden. Madrid 1987
- La posesión del espacio. Madrid 1998
- Nueva introducción al estudio del Derecho. Madrid 1999
- Derecho y sentido común: Siete lecciones de Derecho natural como limite del derecho positivo. Dritte Auflage Madrid 2001
- Bien común y enemigo público. Madrid 2002

Übersetzungen
- Cicerón / Defensa del poeta Arquias. Introducción, traducción y notas. Madrid 1940
- Gayo / Instituciones. Traducción y notas. Madrid 1943
- Plinio el Joven / Panegyrico de Trajano. Edición bilingüe. Madrid 1955
- Cicerón / Las leyes. Introducción, traducción y notas. Madrid 1953. Nachdruck Madrid 1970
- mit Hernández-Tejero, Fuenteseca, Garcia y Burillo: El Digesto de Justiniano. Versión castellana. Drei Bände, Pamplona 1968–1975
- Cicerón / Sobre la República. Introducción, traducción, apéndice y notas. Madrid 1984
- mit Xavier d’Ors: Lex Irnitana. Texto biblingüe. Santiago de Compostela 1988

in deutscher Sprache
- „Gemeinwohl und öffentlicher Feind“, Übersetzer: Dominika Geyder, Wolfgang Hariolf Spindler, Wien 2015. ISBN 978-3-85418-166-8.
- Neue Einführung in das Studium des Rechts. Herausgegeben und kommentiert von Wolfgang Hariolf Spindler. Aus dem Spanischen ins Deutsche übertragen von Dominika Geyder und Wolfgang Hariolf Spindler, Berlin 2022. ISBN 978-3-428-15081-6.